# تنی (خوست)
تنی (به لاتین: Tani) یک منطقهٔ مسکونی در افغانستان است که در ولسوالی تنی واقع شده‌است. تنی ۱٬۳۰۳ متر بالاتر از سطح دریا واقع شده‌است.